# Eryx muelleri
Eryx muelleri är en ormart som beskrevs av Boulenger 1892. Eryx muelleri ingår i släktet sandboaormar och familjen Boidae.
Arten förekommer i och kring Sahara i norra Afrika. Honor lägger ägg.

## Underarter
Arten delas in i följande underarter:
- G. m. muelleri
- G. m. subniger